# Neville (Name)
Neville ist ein ursprünglich ortsbezogener englischer Familienname und von diesem abgeleiteter, relativ selten vorkommender männlicher Vorname.

## Herkunft und Bedeutung
Der Familienname Neville ist abgeleitet von einem normannisch-französischen Ortsnamen mit der Bedeutung „neue Stadt“.
Eine Variante, meist des Vornamens, ist die Form Nevil.

## Namensträger

### Vorname Neville
- Neville Alexander (1936–2012), südafrikanischer Linguist und Bürgerrechtler
- Neville Brand (1920–1992), US-amerikanischer Schauspieler
- Arthur Neville Chamberlain (1869–1940), britischer Politiker
- Neville Bowles Chamberlain (1820–1902), britischer Feldmarschall
- Neville Dickie (* 1937), britischer Pianist
- Neville Hewitt (* 1993), US-amerikanischer Footballspieler
- Richard Neville Lester (1937–2006), britischer Botaniker
- Neville Marriner (1924–2016), britischer Dirigent
- Neville Southall (* 1958), britischer Fußballtorwart
- Neville Tjiueza (* 1993), namibischer Fußballspieler

### Familienname Neville
- A. O. Neville (Auber Octavius Neville; 1875–1954), australischer Beamter
- Aaron Neville (* 1941), US-amerikanischer Sänger
- Alan de Neville († um 1176), englischer Forstbeamter
- Anita Neville (* 1942), kanadische Politikerin
- Anne Neville, Duchess of Buckingham (1411–1480), englische Adlige, Großtante der Königin
- Anne Neville, 16. Countess of Warwick (1426–1492), englische Adlige, Mutter der Königin
- Anne Neville (1456–1485), Gemahlin von Richard III., englische Königin
- Anne Neville (Ingenieurin) (1970–2022), britische Ingenieurin und Hochschullehrerin
- Cecily Neville (1415–1495), englische Adlige
- Charles Neville (1938–2018), US-amerikanischer Saxophonist
- Ciara Neville (* 1999), irische Sprinterin
- Cynthia Neville, kanadische Historikerin
- Dan Neville (* 1946), irischer Politiker
- David Neville (Eishockeyspieler) (1908–1991), kanadischer Eishockeyspieler
- David Neville (Leichtathlet) (* 1984), US-amerikanischer Leichtathlet
- Denis Neville (1915–1995), britischer Fußballtrainer
- Edgar Neville (1899–1967), spanischer Diplomat, Schriftsteller und Filmemacher
- Eric Harold Neville (1889–1961), britischer Mathematiker
- Gary Neville (* 1975), englischer Fußballspieler und -trainer
- Geoffrey de Neville († vor 1225), englischer Adliger, Seneschall der Gascogne
- George Neville (1433–1476), englischer Geistlicher, Erzbischof von York
- Helen Neville (1946–2018), kanadische Neurowissenschaftlerin
- Henry Neville (Ritter) († 1469), englischer Ritter
- Henry Neville (Diplomat) (1562–1615), englischer Diplomat
- Henry Neville (Autor) (1620–1694), englischer Autor und Satiriker
- Hugh de Neville († vor 1234), englischer Adliger und Forstbeamter
- Humphrey Neville († 1469), englischer Ritter
- Isabella Neville (1451–1476), englische Adlige
- Ivan Neville (* 1959), US-amerikanischer Musiker
- Joe Neville (* 1979), irischer Politiker (Fine Gael)
- John de Neville († 1246), englischer Adliger und  Forstbeamter
- John Neville, 3. Baron Neville de Raby († 1388), englischer Adliger und Militär
- John Neville, 1. Marquess of Montagu († 1471), englischer Adliger und Militär
- John Neville (Ritter) († 1502), englischer Ritter
- John Neville (Ingenieur) (um 1813–1889), irischer Ingenieur
- John Neville (1925–2011), britisch-kanadischer Schauspieler
- John Gerald Neville (1858–1943), irischer römisch-katholischer Ordensgeistlicher und Apostolischer Vikar von Sansibar
- Joseph Neville (1730–1819), US-amerikanischer Politiker
- Katherine Neville (1397–1483), englische Adlige
- Keith Neville (1884–1959), US-amerikanischer Politiker
- Kris Neville (1925–1980), US-amerikanischer Schriftsteller
- Kristy Neville, kanadische Filmproduzentin
- Lucy Neville-Rolfe, Baroness Neville-Rolfe (* 1953), britische Verwaltungsbeamtin, Managerin und Politikerin (Conservative Party)
- Margaret Neville (1939–2025), britische Opernsängerin
- Morgan Neville (* 1967), US-amerikanischer Filmemacher
- Pauline Neville (Schriftstellerin) (1924–2015), britische Schriftstellerin
- Pauline Neville-Jones, Baroness Neville-Jones (* 1939), britische Diplomatin, Managerin und Politikerin
- Phil Neville (* 1977), englischer Fußballspieler und -trainer
- Ralph de Neville († 1244), englischer Prälat und Staatsmann
- Ralph Neville, 2. Baron Neville de Raby (um 1291–1367), englischer Adliger
- Ralph Neville, 1. Earl of Westmorland (1364–1425), englischer Adliger
- Ranulph Neville, 1. Baron Neville de Raby (auch Ralph Neville; 1262–1331), englischer Adliger
- Richard Neville, 5. Earl of Salisbury (1400–1460), englischer Adliger
- Richard Neville, 16. Earl of Warwick (Warwick der Königsmacher; 1428–1471), englischer Adliger
- Robert de Neville (um 1223–1282), englischer Adliger
- Robert Neville (Militär) († 1319), englischer Militär
- Robert Neville (Politiker) († 1413), englischer Adliger und Politiker
- Robert Neville (Bischof) (1404–1457), englischer Geistlicher, Bischof von Durham
- Robert Cummings Neville (* 1939), US-amerikanischer Philosoph und Theologe
- Scott Neville (* 1989), australischer Fußballspieler
- Spencer Neville (* 1990), US-amerikanischer Schauspieler
- Thomas Neville († 1460), englischer Ritter
- Tom Neville (* 1975), irischer Schauspieler und Politiker
- Wendell Cushing Neville (1870–1930), US-amerikanischer General
- William Neville (Konstabler) (um 1341–1391), englischer Lollarde, Konstabler und Ritter
- William Neville, 1. Earl of Kent (um 1405–1463), englischer Adliger und Politiker
- William Neville (Politiker, 1843) (1843–1909), US-amerikanischer Politiker

### Fiktive Person
- Neville Longbottom, Charakter aus der Harry-Potter-Serie

### Vorname Nevil
- John Nevil Maskelyne (1839–1917), britischer Bühnenzauberer und Erfinder
- Nevil Maskelyne (Politiker) (ca. 1611–1679), britischer Politiker
- Nevil Maskelyne (Astronom) (1732–1811), britischer Mathematiker und Astronom
- Nevil Maskelyne (Zauberkünstler) (1863–1924), britischer Zauberkünstler
- Nevil Story Maskelyne (1823–1911), britischer Geologe, Mineraloge und Politiker
- Nevil Shute (1899–1960), englischer Schriftsteller, Flugzeugingenieur und Pilot

### Familienname Nevil
- Robbie Nevil (* 1958), US-amerikanischer Popsänger, Songschreiber, Produzent und Gitarrist